# Lewis Watson (3e baron Sondes)
Lewis Richard Watson, 3e baron Sondes (24 mai 1792 - 14 mars 1836), est un pair anglais. Son combat juridique avec son ancien tuteur au sujet de l'occupation du presbytère de Kettering conduit à l'affaire Fletcher v. Lord Sondes, dans laquelle la Chambre des lords déclare que les obligations de démission spéciale sont simoniacaux. Après de longues procédures, il réussit à établir son frère cadet au presbytère. 

## Biographie
Fils aîné de Lewis Watson (2e baron Sondes), et de sa femme Mary, il succède à son père à la pairie en 1806. Le 1er février 1810, il s'installe à la Christ Church d'Oxford. 
En 1814, il présente son tuteur, William Brice Fletcher, au rectorat de Kettering. Fletcher contracte une obligation avec Sondes selon lequel il devrait démissionner du presbytère lorsque l'un des frères cadets de Sondes serait devenu capable d'accepter un bénéfice. Sondes demande la démission de Fletcher en 1820 dans le but de présenter son frère cadet Henry. Fletcher, qui s'attendait à ce que Sondes lui trouve un autre bénéfice, refuse et Sondes le poursuit avec succès pour non-conformité. Fletcher fait appel du verdict devant la Chambre des lords et en 1827, sur l'avis d'un juge, ils inversent le verdict et déclarent que le lien est simoniaque. Des obligations de démission générale, dans lesquelles le mandataire nommé au bénéfice d’un titre s’oblige à démissionner chaque fois que son client le demande, ont été considérées comme simoniaques dans l’affaire Bishop of London v. Ffytche. Cependant, les obligations de démission spéciale, comme celle signée par Fletcher, étaient censées être légales et fréquemment utilisées jusqu'à la décision Fletcher v. Lord Sondes. Par la suite, le Parlement adopte une législation indemnisant les détenteurs d’obligations existants et légalisant les obligations de démission spéciale selon certaines conditions réglementées. La présentation de Fletcher ayant été jugée simoniaque, elle est déclarée nulle et le droit de faire la prochaine présentation revient à la Couronne; le roi présente Henry Watson au presbytère. 
Le 20 décembre 1830, Sondes est nommé premier commandant du East Kent Regiment of Yeomanry Cavalry. Il est présent pour rendre hommage en personne au couronnement de Guillaume IV en 1831. Il est décédé non marié en 1836 et son frère George lui succède. Une nécrologie rappelle son aversion pour le sentiment et les femmes, employant des serviteurs au lieu de servantes au château de Rockingham. 